# Unione Sportiva Cairese 1946-1947
Questa voce raccoglie le informazioni riguardanti l'Unione Sportiva Cairese nelle competizioni ufficiali della stagione 1946-1947.

## Rosa
| N. |                   | Ruolo | Calciatore     |
| -- | ----------------- | ----- | -------------- |
|    | Italia (bandiera) | C     | Benedetto      |
|    | Italia (bandiera) | A     | Benedusi       |
|    | Italia (bandiera) | P     | Luigi Carzino  |
|    | Italia (bandiera) | D     | Dionigio       |
|    | Italia (bandiera) | C     | Angelo Ferrero |
|    | Italia (bandiera) | C     | Ferro          |
|    | Italia (bandiera) | A     |                |

| N. |                   | Ruolo | Calciatore |
| -- | ----------------- | ----- | ---------- |
|    | Italia (bandiera) | A     | Grassano   |
|    | Italia (bandiera) | D     | Grenno     |
|    | Italia (bandiera) |       | Melandri   |
|    | Italia (bandiera) | A     | Milanese   |
|    | Italia (bandiera) | A     | Molinari   |
|    | Italia (bandiera) | C     | Parisio    |
|    | Italia (bandiera) |       | Vespi      |